# Euryancale marsipioides
Euryancale marsipioides är en svampart som beskrevs av Aoki 1995. Euryancale marsipioides ingår i släktet Euryancale och familjen Cochlonemataceae.   Inga underarter finns listade i Catalogue of Life.